# Borja Fernández (football, 1981)
Pour les articles homonymes, voir Borja Fernández et Fernández.
Francisco de Borja Fernández Fernández est un ancien footballeur espagnol né le 14 janvier 1981 à Orense.

## Palmarès

### en club
- Real Madrid CF
  - Vainqueur de la Supercoupe d'Espagne : 2003
  - Vice-champion d'Espagne : 2005
  - Finaliste de la Coupe d'Espagne : 2004
- Real Valladolid
  - Vainqueur de la Liga Adelante : 2007
- Deportivo La Corogne
  - Vainqueur de la Liga Adelante : 2012